# 黄岛站
黄岛站是胶黄铁路的一座铁路编组站，位于青岛市黄岛区黄岛街道，始建于1995年，业务性质为三等站。2004年，黄岛站设到发场、编组场、客场3个车场，简易驼峰1座，共有线路46条，其中正线5条、到发线13条、编组线8条、货物线3条、其它线路17条，总长26.3千米。虽然有接发旅客列车的条件

## 业务办理
不办理旅客乘降，只办理货运业务.